# Eugraphe terminalis
Eugraphe terminalis är en fjärilsart som beskrevs av Embrik Strand 1921. Eugraphe terminalis ingår i släktet Eugraphe och familjen nattflyn. Inga underarter finns listade i Catalogue of Life.